# 토머스 그레이엄

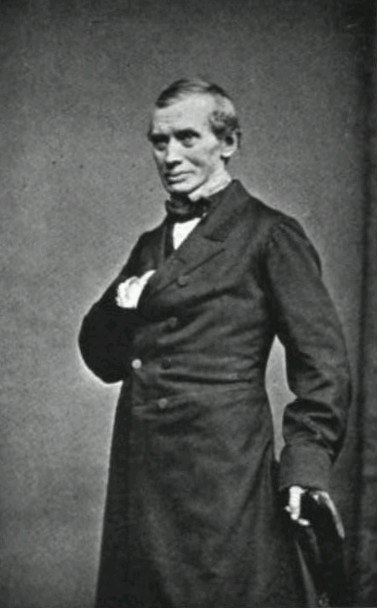
토머스 그레이엄

토머스 그레이엄 FRS (Thomas Graham, 1805년 12월 21일 ~ 1869년 9월 16일) 은 영국의 화학자이다. 글래스고에서 출생하여 그 곳의 대학에서 톰슨에게 화학을 배우고, 모교 대학 교수가 되었다. 1855년 ~ 1869년 조폐국 장관, 1836년 왕립 협회 회원, 1841년 런던 화학회 초대 회장, 1848년 캐번디 시 협회 회장도 지냈다. 기체의 흡수, 확산, 삼투압 등에 관한 연구가 있고 '그레이엄의 법칙', 즉 확산 속도는 분자량의 제곱근에 반비례한다는 법칙을 발견하였다.
또 확산 속도에서 착안하여 결정질과 다른 콜로이드라 하는 것이 있음을 발견하였다. 콜로이드 화학, 물리학의 창시자 중 한 사람으로 수은류를 가진 조절진자의 발명도 있다. 주요 저서로 《화학 입문》, 《화학 및 물리의 연구》 등이 있다.

## 같이 보기
- 그레이엄의 법칙
- 기체확산법
- 인공투석
- 교질
- 픽의 확산 법칙